# برايان أتواتر
برايان أتواتر (بالإنجليزية: Brian F. Atwater)‏ هو جيولوجي أمريكي، ولد في 18 سبتمبر 1951 في نيو بريتن في الولايات المتحدة.